# ペルディッカス2世
ペルディッカス2世（希：Περδίκκας Β、ラテン文字転記：Perdiccas II、?-紀元前413年、在位：紀元前448年-紀元前413年）はアルゲアス朝のマケドニア王である。

## 即位
ペルディッカスはアレクサンドロス1世の子で、先代の王アルケタス2世の弟であり、次代の王アルケラオス1世（アルケタスの奴隷の女とペルディッカスとの間の庶子である）の父である。ペルディッカスは兄アルケタスから王位を奪い、その後アルケタスはアルケラオスによって息子ともども殺害された。

## 治世
ペルディッカスが即位すると、彼の弟のピリッポスとエリミアの豪族デルダスが反乱を起こし、アテナイが彼らを支援した。これを受け、紀元前432年にペルディッカスはアテナイと対立していたコリントスと共に、アテナイの同盟者だったポテイダイア等のトラキアの諸都市にアテナイとの同盟（デロス同盟）への離反を呼びかけ、カルキディケ人、ボッティケ人も対アテナイ戦に参加させようと交渉した。この動きに対し、アテナイはアルケストラトス他4名の将軍率いる軍を送った。そして、ポテイダイア人、カルキディケ人、ボッティケ人が蜂起すると、ペルディッカスは防衛のために彼らに点在する町を放棄させてオリュントス市に集めた。また、コリントスもまた援軍としてアリステウス率いる軍を送った。この新たな敵の出現を受けてアテナイはペルディッカスと一旦和を講じたものの、すぐに彼は再びポテイダイアと結び、対アテナイの軍としてイオラオス率いる騎兵部隊200をポテイダイアへと送った。しかし、ポテイダイアの戦いでポテイダイア・マケドニア・コリントスその他の連合軍はアテナイ軍に敗れ、この戦いはペロポネソス戦争の引き金の一つにもなった。その後、ポテイダイアはアテナイ軍による封鎖を受け、紀元前430年に陥落した。
このようなペルディッカスとアテナイとの対立には紀元前437年のアンフィポリス建設が関わっていた。それまでギリシアでは早期に人口が増えて森林が少なくなったために、アテナイは軍船を建造するための木材をマケドニアに依存していたが、アンフィポリス建設によってその周辺の土地の木材を使えるようになった。このようにアテナイは木材をマケドニアに依存する必要がなくなり、また、アテナイのエーゲ海北部での野心はマケドニアの独立にも脅威となった。
紀元前431年にトラキアのオドリュサイの王シタルケスの仲介でペルディッカスとアテナイは和解し、同盟を結んだ。この時、アテナイは紀元前432年に占領したテルマをペルディッカスに返還し、その代わりに彼はポテイダイアを封鎖するアテナイ軍に加勢し、カルキディケ人を攻撃した。しかし、ペルディッカスの反アテナイの熱は冷めなかったようで、彼はスパルタによる（アテナイの同盟者だった）アカルナニア侵攻作戦（紀元前429年）には秘密裏に援軍を送っている。
一方、シタルケスはアテナイと同盟を結んでトラキアのカルキディケ人との戦争を終わらせるとアテナイと約束しており、そしてまたピリッポスをマケドニアに帰国させないことに対するペルディッカスの方からの見返りを果たされなかったために、シタルケスはピリッポスの子アミュンタスをペルディッカスを追い落としてマケドニア王に据えるべく紀元前429年に大軍を率いてマケドニアへと侵攻してきた。リュンコス、エリミアといったマケドニアの地域はシタルケスの側についたこともあり、戦力では敵わなかったペルディッカスは人々を都城へと避難させ、騎兵によるゲリラ戦で応戦した。ところが、侵攻から30日後にオドリュサイ軍の食料が尽き、またシタルケスの王子セウテス（ペルディッカスが娘ストラトニケを持参金付きで嫁がせることによって味方につけた）の説得もあり、シタルケスはマケドニアから撤退し、ペルディッカスは危機を脱した。
紀元前424年にペルディッカスはスパルタの将軍ブラシダスを迎え入れ、彼の軍を使ってリュンコスの豪族アラバイオスを征討しようとした。しかし、ブラシダスは戦わずしてアラバイオスを味方にしたため、アラバイオスを征服したいと思っていたペルディッカスはそれに不満を抱いて軍隊扶養額の負担分を二分の一から三分の一に減らした。しかし、翌紀元前423年にはペルディッカスの希望が通ったのか彼とブラシダスはリュンコス遠征を行った。ところが、ペルディッカスの援軍に来るはずだったイリュリア軍がリュンコス側に寝返った。このためにペルディッカスは単独で撤退し、ブラシダスもその直後帰ったが、ペルディッカスの勝手な行動に怒ったブラシダスはマケドニア領を荒らしたため、ペルディッカスはアテナイに接近し、同盟を結んだ。また、この同盟の背後には以下のような事情もあったようである。前年にアテナイはブラシダスによってアンフィポリスを奪われたため、再び木材をマケドニアに依存せざるを得なくなっており、アテナイもまた木材獲得のためにマケドニアに接近する必要があった。そして、この時にアテナイはマケドニアの櫂用材を独占的に輸入する特権を獲得した。
紀元前418年にペルディッカスはスパルタ陣営とも同盟を結んだために彼はアテナイの怒りを買い、アテナイは艦隊をマケドニアに派遣して海上封鎖を行った。このペルディッカスの行動にはマケドニア沿岸地域へのアテナイの野心に対する彼の警戒が原因であるという。ところが、紀元前415年に彼はアテナイの将軍エウティオンと共にスパルタに奪われたアンフィポリスを包囲しており、それまでの間に彼はスパルタ側を離脱してアテナイとは和解した模様である。
紀元前413年にペルディッカスは死に、王位はアルケラオス1世によって継承された。

## 評価
このような「ペロポネソス戦争の過程を通じてアテネとスパルタの間を揺れ動き、めまぐるしく同盟関係を変えたペルディッカス二世の政策は、木材交易を軸として展開するアテネとマケドニアの関係のあり方を雄弁に物語る」。軍船の材料となる木材が主要な輸出品目であるマケドニアにとって海軍国アテナイは最大の得意先であったが、それはアテナイのエーゲ海への勢力増長にもつながってしまうため、ペルディッカスは（アテナイに木材を買わせつつ、増長させすぎないようにするために）アテナイと即かず離れずの関係を維持しようとした。このために、ヘルミッポスが各国の特産品で揶揄する際に「マケドニア王ペルディッカスよりは、ここだくの船に積んだる虚言の山」と揶揄したような外交政策を取ったと言える。父王アレクサンドロス1世の時代はまだアテナイにはエーゲ海進出という野心がなかったために両国の関係は平穏だったが、アテナイがエーゲ海に覇権を打ち立ててその関係が崩れたのがペルディッカスの時代であった。「ギリシア世界への参入を積極的に図った父王アレクサンドロス1世と、マケドニアの再編強化を行って王国を飛躍的に発展させた次の王アルケラオスとの間に挟まれ、さしたる功績のなかった王と見なされるペルディッカス2世だが、そうした苦難の時期において、木材交易による収益とマケドニアの独立を天秤にかけながら、木材という切り札を活用しつつ巧みに立ちまわったと言えよう」。

## 註
1. ↑  プラトン, 『ゴルギアス』, 471a-471c
2. ↑  トゥキュディデス, I. 56-57
3. ↑  トゥキュディデス, I. 58
4. ↑  ディオドロス, XII. 34
5. ↑  トゥキュディデス, I. 61-62
6. ↑  トゥキュディデス, I. 62
7. ↑  澤田, p. 117, 153
8. ↑  トゥキュディデス, II. 29
9. ↑  トゥキュディデス, II. 80
10. ↑  トゥキュディデス, II. 95
11. ↑  ディオドロス, XII. 50
12. ↑  トゥキュディデス, II. 95-101
13. ↑  ディオドロス, XII. 51
14. ↑  トゥキュディデス, IV. 79-83
15. ↑  トゥキュディデス, IV. 124, 125, 128, 132
16. 1 2 3 4  澤田, p. 154
17. ↑  トゥキュディデス, IV. 108
18. ↑  トゥキュディデス, V. 80, 83
19. ↑  トゥキュディデス, VII. 9
20. ↑  アテナイオス, I. 27e
21. ↑  澤田, p. 155